# Karel Maria Alexandr z Auerspergu
Karel Maria Alexandr z Auerspergu (německy Karl Maria Alexander von Auersperg, 26. února 1859 Vídeň – 19. října 1927 Goldegg nebo Vídeň) byl rakouský šlechtic z rodu Auerspergů a politik německé národnosti, na počátku 20. století poslanec Říšské rady.

## Biografie
Byl statkářem v Goldeggu. Pocházel z vlivného šlechtického rodu Auerspergů. Jeho otec Adolf Vilém z Auerspergu se v letech 1871–1879 angažoval v politice jako jako předseda vlády Předlitavska. Stejnou funkci zastával i jeho strýc Karel Vilém z Auerspergu. Karel Maria Alexandr působil jako statkář. Byl rytmistrem v záloze a rytířem Řádu zlatého rouna. Měl titul tajného rady. V Kraňsku měl statky. Zastával post prezidenta zemědělské společnosti. Jako politik rozhodně odmítal všeobecné volební právo.
Po smrti svého strýce Karla Viléma z Auerspergu byl roku 1891 jmenován dědičným členem Panské sněmovny (nevolená horní komora Říšské rady). Byl i místopředsedou Panské sněmovny.
Zasedal i jako poslanec Dolnorakouského zemského sněmu. Zvolen sem byl v roce 1894 coby kandidát Strany ústavověrného velkostatku za kurii velkostatkářskou. Mandát na sněmu obhájil roku 1896 a mandát zastával do roku 1902.
Působil i jako poslanec Říšské rady (celostátního parlamentu Předlitavska), kam usedl ve volbách do Říšské rady roku 1907, konaných poprvé podle všeobecného a rovného volebního práva. Byl zvolen za obvod Kraňsko 12. Po volbách roku 1907 byl uváděn coby člen poslaneckého klubu Německý národní svaz, v jehož rámci patřil do Německé agrární strany. Od 90. let se profiloval jako stoupenec agrárního hnutí. Zapojil se do debat o obchodních a celních stycích z Uherskem.
Zemřel v říjnu 1927.

## Rodina
V roce 1885 se ve Vídni oženil s hraběnkou Eleonorou Breunerovou (1864–1920), která byla dcerou Augusta Breunera (1828–1894), posledního mužského potomka staré šlechtické rodiny Breunerů. Eleonora byla c. k. palácovou dámou a dámou Řádu hvězdového kříže. Z manželství se narodilo pět dětí:
- 1. Adolf (1886–1923), c. k. rytmistr, čestný rytíř Maltézského řádu, ∞ 1914 Gabriela hraběnka Clam-Gallasová (1890–1979), c. k. palácová dáma, dáma Řádu hvězdového kříže, majitelka velkostatku Lemberk
- 2. Agatha (1888–1973), c. k. palácová dáma, dáma Řádu hvězdového kříže, ∞ 1913 Alexandr kníže Schönburg-Hartenstein (1888–1956)
- 3. Johanna (1890–1967), c. k. palácová dáma, dáma Řádu hvězdového kříže, ∞ 1917 Rudolf hrabě von Meran (1872–1959), c. k. tajný rada, místodržitel v Horním Rakousku a Tyrolsku
- 4. Eleonora (1892–1967), ∞ 1910 Erwin Wallner (1879–1945)
- 5. Karel Alain (1895–1980), 1929 princ Auersperg-Breunner, ∞ 1927 Marie Henrietta hraběnka von Meran (1904–2000), dáma Řádu hvězdového kříže